# Condado de Donley
El condado de Donley es uno de los 254 condados del estado estadounidense de Texas. La sede del condado es Clarendon, que es también su ciudad más grande. El condado posee un área de 2.417 km² (de los cuales 8 km² están cubiertos por agua), la población de 3.258 habitantes, y la densidad de población es de 2 hab/km² (según censo nacional de 2020). Este condado fue fundado en 1876.

## Demografía
Para el censo de 2000, había 3.828 personas, 1.578 cabezas de familia, y 1.057 familias residiendo en el condado. La densidad de población era de 4 habitantes por milla cuadrada.
La composición racial del condado era:
- 91,41% blancos
- 3,94% negros o negros americanos
- 0,89% nativos americanos
- 0,10% asiáticos
- 2,72% otras razas
- 0,94% de dos o más razas.

Había 1.578 cabezas de familia, de las cuales el 24,80% tenían menores de 18 años viviendo con ellas, el 56,70% eran parejas casadas viviendo juntas, el 7,50% eran mujeres cabeza de familia monoparental (sin cónyuge), y 33,00% no eran familias,
El tamaño promedio de una familia era de 2 miembros,
En el condado el 22,40% de la población tenía menos de 18 años, el 9,80% tenía de 18 a 24 años, el 20,60% tenía de 25 a 44, el 25,50% de 45 a 64, y el 21,70% eran mayores de 65 años, La edad promedio era de 43 años, Por cada 100 mujeres había 94,40 hombres, Por cada 100 mujeres mayores de 18 años había 91,70 hombres,

## Economía
Los ingresos medios de una cabeza de familia el condado eran de $29.006 y el ingreso medio familiar era $37.287. Los hombres tenían unos ingresos medios de $24.375 frente a $18.882 de las mujeres. El ingreso per cápita del condado ara de $15.958. El 10,50% de las familias y el 15,90% de la población estaban debajo de la línea de pobreza. Del total de gente en esta situación, 20,90% tenían menos de 18 y el 15,90% tenían 65 años o más.